# Rhasidat Adeleke
Rhasidat Adeleke   (Dublín, 29 d'agost de 2002) és una atleta irlandesa especialitzada en les curses de velocitat. Ha participat en els Jocs Olímpics de París 2024. A més ha participat en 2 Campionats del Món i ha guanyat 3 medalles (1 d'or) en els Campionats d'Europa. Actualment té els rècords nacionals d'Irlanda de 60m, 100m, 200m, 400m, 4x400m relleus femení i 4x400m relleus mixt.

## Carrera

### Infància i inicis professionals
Adeleke va néixer a Dublín, filla de pares nigerians instal·lats a l'illa des de la dècada dels 80 del segle xx. Des de ben petita, practicava diversos esports, fins que es va unir al club atlètic de Tallaght.
El 2017, amb només 14 anys, va fer el salt a la competició internacional, guanyant la medalla de plata en la prova dels 200m i la medalla de bronze en els 4x100m relleus del Campionat Juvenil europeu celebrat a la ciutat húngara de Gyor.
Un any més tard, en el mateix escenari, aconseguia la medalla d'or en la prova dels 200m del Campionat d'Europa sub-18, amb una marca de 23.52 segons. Una setmana més tard participava en la prova dels 4x100m del Campionat del Món sub-20 celebrat a Tampere. Tot i córrer la primera eliminatòria, una lesió a l'isquiotibial, no li va permetre disputar la final, on l'equip d'Irlanda va aconseguir la medalla de plata.
El 2020 va haver d'aturar la seva progressió professional, degut a la pandèmia del Covid-19 i també va haver de suspendre la prova d'accés a la universitat.

### Primers rècords nacionals i 1a participació al Campionat del Món
A finals del 2020 es va traslladar als Estats Units, començant la carrera d'Econòmiques a la Universitat de Texas a Austin.
El març del 2021 Adeleke aconseguia a Texas, una marca de 23.27 segons en la prova dels 200m, el què suposava trencar el rècord nacional júnior de la distància que ostentava Emily Maher des del 2000. Dos mesos després a Nova York  i amb només 18 anys, aconseguia superar el rècord nacional absolut amb una marca de 22.96 segons. El mes de juliol, durant el Campionat d'Europa sub-20 disputat a Tallínn, va aconseguir una doble medalla d'or en les proves de 100m i 200m. En aquesta última prova, tornava a batre el rècord nacional amb un temps de 22.90 segons.
L'any 2022 començava amb un nou rècord nacional dels 200m, amb una marca de 22.59 segons a Texas. El mes de maig, en el seu debut en la prova dels 400m, també aconseguia el rècord nacional de la prova, amb una marca de 50.70 segons. El mes de juliol participava per primera vegada en el Campionat del Món absolut disputat a Eugene. En la prova dels 400m llisos va quedar en 9a posició, a només 16 centèsimes de poder entrar a la final, mentre que en la prova del 4x400m relleus mixt van aconseguir classificar-se per la final, però van quedar en 8a posició. Un mes després, disputava, també per primera vegada el Campionat d'Europa absolut disputat a Múnic. En la prova dels 400m aconseguia la 5a posició amb una marca de 50.53 segons, rebaixant el seu rècord nacional. En la prova del 4x400m relleus femení, aconseguien la 6a posició i un nou rècord nacional en la classificatòria de 3:26.06 minuts.

### 2023-2024: Debut olímpic i primeres medalles en l'alta competició
El maig de 2023 a Austin, tornava a rebaixar el rècord nacional de 400m, amb una marca de 49.54 segons. El mes de juliol, amb 20 anys, feia oficial un contracte amb la marca Nike, que feia que renunciés a l'ultim any a la Universitat de Texas per fer el salt a la professionalitat. Un mes més tard, competia en el Campionat del Món de Budapest, quedant 4a en la prova dels 400m.
El maig del 2024, Adeleke aconseguia classificar-se pels Jocs Olímpics de París amb l'equip d'Irlanda per les proves de 4x400m relleus femení i mixt. En el cas del relleu mixt, aconseguia una històrica medalla de bronze. Uns dies més tard es graduava anticipadament en el grau de Comunicacions Empresarials per la Universitat de Texas a Austin. Durant el mes de juny participava al Campionat d'Europa de Roma. En la prova dels 400m llisos aconseguia per primera vegada la medalla de plata, amb un temps de 49.07 segons, el què suposava de nou batre el seu propi rècord nacional. En la prova dels 4x400m relleus femení, aconseguia la medalla de plata i un altre rècord nacional, amb un temps de 3:22.71 minuts. Finalment en la prova del 4x400m relleus mixt, l'equip d'Irlanda aconseguia la medalla d'or i un nou rècord nacional amb un temps de 3:09.92 minuts. Al mes d'agost participava per primera vegada en els Jocs Olímpics de París. Ocupava la 4a posició en la prova dels 400m llisos, amb una marca de 49.28 segons i en una final que guanyava Marileidy Paulino amb un rècord olímpic. La mateixa posició ocupava amb l'equip d'Irlanda en la final dels 4x400m relleus femení, amb un nou rècord nacional de 3:19.90 minuts.

## Marques personals
| Disciplina            | Marca      | Seu     | Data               |
| --------------------- | ---------- | ------- | ------------------ |
| 60m llisos            | 7.17 NR    | Alabama | 11 de març de 2022 |
| 100m llisos           | 11.13 NR   | Dublín  | 30 de juny de 2024 |
| 200m llisos           | 22.34 NR   | Florida | 14 d'abril de 2023 |
| 400m llisos           | 49.07 NR   | Roma    | 10 de juny de 2024 |
| 4x100m relleus femení | 41.55      | Texas   | 8 de juny de 2023  |
| 4x400m relleus femení | 3:19.90 NR | París   | 10 d'agost de 2024 |
| 4x400m relleus mixt   | 3:09.92 NR | Roma    | 7 de juny de 2024  |

## Competicions internacionals
| Jocs Olímpics      | Jocs Olímpics | Jocs Olímpics   | Jocs Olímpics         |
| Any                | Seu           | Posició         | Prova                 |
| ------------------ | ------------- | --------------- | --------------------- |
| 2024               | París         | 4a posició      | 400m                  |
| 2024               | París         | 4a posició      | 4x400m relleus femení |
| Campionat del Món  |               |                 |                       |
| 2022               | Eugene        | 9a posició (SF) | 400m                  |
| 2022               | Eugene        | 8a posició      | 4x400m relleus mixt   |
| 2023               | Budapest      | 4a posició      | 400m                  |
| Campionat d'Europa |               |                 |                       |
| 2022               | Múnic         | 5a posició      | 400m                  |
| 2022               | Múnic         | 6a posició      | 4x400m relleus femení |
| 2024               | Roma          | 2               | 400m                  |
| 2024               | Roma          | 2               | 4x400m relleus femení |
| 2024               | Roma          | 1               | 4x400m relleus mixt   |